# Service Assist Processor
SAP (Service Assist Processor) ist ein spezieller Prozessortyp, der in IBM-Großrechner verbaut wird.
Ein Book enthält in den aktuellen Modellen der z/Series zwei SAPs.
Seine Aufgabe besteht in der Steuerung der Ein- und Ausgabefunktionen auf einem Großrechner. Hierzu wird der gewünschte Ein-/Ausgabeprozess von einem Hauptprozessor asynchron angestoßen. Während der SAP sich um die Durchführung des entsprechenden Ein-/Ausgabebefehls kümmert, kann der Hauptprozessor sich um die Ausführung weiterer Prozesse kümmern.
Wenn der Ein-/Ausgabebefehl ausgeführt wurde, dann wird vom SAP ein Interrupt ausgelöst. Der Hauptprozessor kann dann vom SAP den Status der Ein-/Ausgabe Operation erfragen und dementsprechend reagieren.